# Équipe d'Irlande masculine de basket-ball
Cet article traite de l'équipe masculine. Pour l'équipe féminine, voir Équipe d'Irlande féminine de basket-ball.
Maillots
L'équipe d'Irlande masculine de basket-ball (en irlandais : Foireann cispheile náisiúnta na hÉireann) est l'équipe nationale qui représente l'Irlande et l'Irlande du Nord dans les compétitions internationales masculine de basket-ball. Elle est placée sous l'égide de la Fédération irlandaise de basket-ball (Basketball Ireland ou BI). L'équipe est affiliée à la FIBA depuis 1947. Son surnom est "Na buachaillí i nglas", ce qui signifie « Les Garçons en vert ».
L'Irlande a peu d'histoire sur la scène internationale, ne s'étant pas encore qualifiée pour des tournois majeurs comme l'EuroBasket ou la Coupe du monde. Cependant, l'équipe nationale a participé aux Jeux olympiques d'été de 1948.

## Résultats

### Palmarès
| Compétitions mondiales                             | Compétitions continentales |
| -------------------------------------------------- | --- |
| - Jeux olympiques - Néant - Coupe du monde - Néant | - EuroBasket - Néant - Championnat d'Europe des petits pays (2) - Vainqueur en 1994 et 2021 - Finaliste en 1988 - Troisième en 2018 |

### Parcours aux Jeux olympiques
- 1936 : Non qualifiée
- 1948 : 23e
- 1952 : Non qualifiée
- 1956 : Non qualifiée
- 1960 : Non qualifiée
- 1964 : Non qualifiée
- 1968 : Non qualifiée
- 1972 : Non qualifiée
- 1976 : Non qualifiée
- 1980 : Non qualifiée
- 1984 : Non qualifiée
- 1988 : Non qualifiée
- 1992 : Non qualifiée
- 1996 : Non qualifiée
- 2000 : Non qualifiée
- 2004 : Non qualifiée
- 2008 : Non qualifiée
- 2012 : Non qualifiée
- 2016 : Non qualifiée

### Parcours aux Championnats du Monde
- 1950 : Non qualifiée
- 1954 : Non qualifiée
- 1959 : Non qualifiée
- 1963 : Non qualifiée
- 1967 : Non qualifiée
- 1970 : Non qualifiée
- 1974 : Non qualifiée
- 1978 : Non qualifiée
- 1982 : Non qualifiée
- 1986 : Non qualifiée
- 1990 : Non qualifiée
- 1994 : Non qualifiée
- 1998 : Non qualifiée
- 2002 : Non qualifiée
- 2006 : Non qualifiée
- 2010 : Non qualifiée
- 2014 : Non qualifiée

### Parcours en Championnat d'Europe
- 1935 : Non qualifiée
- 1937 : Non qualifiée
- 1939 : Non qualifiée
- 1946 : Non qualifiée
- 1947 : Non qualifiée
- 1949 : Non qualifiée
- 1951 : Non qualifiée
- 1953 : Non qualifiée
- 1955 : Non qualifiée
- 1957 : Non qualifiée
- 1959 : Non qualifiée
- 1961 : Non qualifiée
- 1963 : Non qualifiée
- 1965 : Non qualifiée
- 1967 : Non qualifiée
- 1969 : Non qualifiée
- 1971 : Non qualifiée
- 1973 : Non qualifiée
- 1975 : Non qualifiée
- 1977 : Non qualifiée
- 1979 : Non qualifiée
- 1981 : Non qualifiée
- 1983 : Non qualifiée
- 1985 : Non qualifiée
- 1987 : Non qualifiée
- 1989 : Non qualifiée
- 1991 : Non qualifiée
- 1993 : Non qualifiée
- 1995 : Non qualifiée
- 1997 : Non qualifiée
- 1999 : Non qualifiée
- 2001 : Non qualifiée
- 2003 : Non qualifiée
- 2005 : Non qualifiée
- 2007 : Non qualifiée
- 2009 : Non qualifiée
- 2011 : Non qualifiée
- 2013 : Non qualifiée
- 2015 : Non qualifiée
- 2017 : Non qualifiée

## Joueurs célèbres
- Pat Burke
- Jay Larranaga
- Marty Conlon

## Liens
- (en) Site officiel